# Serdar Taşçı
Serdar Taşçı (Esslingen am Neckar, 24 april 1987) is een Duits betaald voetballer van Turkse afkomst die bij voorkeur in de verdediging speelt. Hij debuteerde in het seizoen 2006/07 in het profvoetbal in het shirt van VfB Stuttgart, waar hij in augustus 2009 zijn contract verlengde tot aan de zomer van 2014. In augustus 2008 speelde hij tegen België zijn eerste interland voor het Duits voetbalelftal. Op 30 augustus 2013, de voorlaatste dag van de zomerse transferperiode, verruilde hij Stuttgart voor een lucratief avontuur bij Spartak Moskou. Op 1 Februari 2016 werd bekend dat hij op huurbasis een halfjaar bij Bayern München ging spelen.
Taşçı speelde in zijn eerste jaar in de hoofdmacht van Stuttgart 26 competitiewedstrijden. Aan het einde van het seizoen vierde hij met zijn ploeggenoten de eerste landstitel van de club sinds het seizoen 1991-'92.

## Cluboverzicht
| Seizoen  | Club          | Competitie | Wedstrijden | Doelpunten |
| -------- | ------------- | ---------- | ----------- | ---------- |
| 2006-'07 | VfB Stuttgart | Bundesliga | 26          | 2          |
| 2007-'08 | VfB Stuttgart | Bundesliga | 21          | 1          |
| 2008-'09 | VfB Stuttgart | Bundesliga | 27          | 1          |
| 2009-'10 | VfB Stuttgart | Bundesliga | 27          | 2          |
| 2010-'11 | VfB Stuttgart | Bundesliga | 26          | 0          |
| 2011-'12 | VfB Stuttgart | Bundesliga | 28          | 3          |
| 2012-'13 | VfB Stuttgart | Bundesliga | 22          | 0          |

## Erelijst
VfB Stuttgart
- Bundesliga

2007
1 Neuer ·
2 Jansen ·
3 Friedrich ·
4 Aogo ·
5 Taşçı ·
6 Khedira ·
7 Schweinsteiger ·
8 Özil ·
9 Kießling ·
10 Podolski ·
11 Klose ·
12 Wiese ·
13 Müller ·
14 Badstuber ·
15 Trochowski ·
16 Lahm  ·
17 Mertesacker ·
18 Kroos ·
19 Cacau ·
20 Boateng ·
21 Marin ·
22 Butt ·
23 Gómez ·
Coach: Löw